# Apochinomma
Genre
Apochinomma est un genre d'araignées aranéomorphes de la famille des Corinnidae.

## Distribution
Les espèces de ce genre se rencontrent en Amérique du Sud, en Afrique subsaharienne et en Asie.

## Liste des espèces
Selon World Spider Catalog (version 25.5, 22/01/2025) :
- Apochinomma armatum Mello-Leitão, 1922
- Apochinomma constrictum Simon, 1896
- Apochinomma deceptum Haddad, 2013
- Apochinomma dolosum Simon, 1897
- Apochinomma elongatum Haddad, 2013
- Apochinomma formicaeforme Pavesi, 1881
- Apochinomma malkini Haddad, 2013
- Apochinomma medog L. Zhang & F. Zhang, 2023
- Apochinomma nitidum (Thorell, 1895)
- Apochinomma parvum Haddad, 2013
- Apochinomma pyriforme (Keyserling, 1891)

## Systématique et taxinomie
Ce genre a été décrit par Pavesi en 1881 dans les Drassidae.

## Publication originale
- Pavesi, 1881 : « Studi sugli Aracnidi africani. II. Aracnidi d'Inhambane raccolti da Carlo Fornasini e considerazioni sull'aracnofauna del Mozambico. » Annali del Museo Civico di Storia Naturale di Genova, vol. 16, p. 536-560.